# Ces dames aux chapeaux verts (roman)
Pour les articles homonymes, voir Ces dames aux chapeaux verts.
Ces dames aux chapeaux verts est un roman de Germaine Acremant, publié en 1921. Il vaut à son autrice une immédiate notoriété : la Société des gens de lettres le couronne et il reçoit également le prix Nelly Lieutier en 1921. Satire de la vie provinciale, il connaît un gros succès public. Germaine Acremant en tire avec son mari, Albert Acremant, une comédie à succès.

## Résumé
Le livre raconte avec un humour mordant les aventures sentimentales inattendues d’une jeune Parisienne envoyée chez ses quatre cousines, vieilles filles qui habitent « le plus vieux quartier d’une des plus vieilles villes du Pas-de-Calais », en fait le quartier de la cathédrale à Saint-Omer, ville natale de l’auteur.

## Succès
Maintes fois réédité (plus de 1,5 million d'exemplaires vendus), le roman a été traduit en 25 langues. Il est suivi de beaucoup d'autres (une trentaine environ) écrits par Germaine Acremant : l'action de la plupart se déroule dans le Nord de la France.

## Adaptations

### Théâtre
- Ces dames aux chapeaux verts, comédie en quatre actes dont un prologue, adaptée par Germaine et Albert Acremant, Théâtre Sarah Bernhardt. Publiée par la Librairie Plon.

### Cinéma
- 1929 : Ces dames aux chapeaux verts, film muet français réalisé par André Berthomieu, avec Alice Tissot, Gabrielle Fontan, Thérèse Kolb, Simone Mareuil et Gina Barbieri
- 1937 : Ces dames aux chapeaux verts, film français réalisé par Maurice Cloche, avec Marguerite Moreno, Alice Tissot, Micheline Cheirel et Mady Berry
- 1949 : Ces dames aux chapeaux verts, film français réalisé par Fernand Rivers.

### Télévision
- 1979 : Les Amours de la Belle Époque - Ces dames aux chapeaux verts par André Flédérick avec Micheline Presle et Odette Laure.